# Stavros
Stavros (Grieks: Σταύρος) is een strandplaats in het district Akrotiri in de gemeente Chania, op het Griekse eiland Kreta. 
Het strand en omgeving was in 1964 de plaats waar een deel van de film Zorba de Griek van Michael Cacoyannis met Anthony Quinn is opgenomen. 

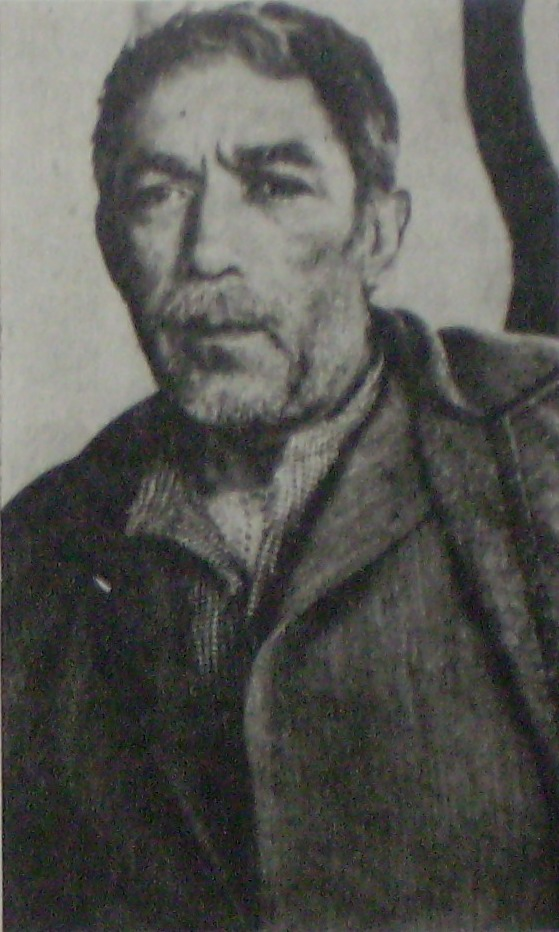
Anthony Quinn als Zorba